# Xã Giard, Quận Clayton, Iowa
Xã Giard (tiếng Anh: Giard Township) là một xã thuộc quận Clayton, tiểu bang Iowa, Hoa Kỳ. Năm 2010, dân số của xã này là 376 người.